# Phường 5, Đà Lạt
Phường 5 là một phường thuộc thành phố Đà Lạt, tỉnh Lâm Đồng, Việt Nam.

## Địa lý
Phường 5 nằm ở phía tây thành phố Đà Lạt, có vị trí địa lý:
- Phía đông giáp Phường 1 và Phường 6
- Phía tây giáp xã Lát, huyện Lạc Dương
- Phía nam giáp Phường 4 và xã Tà Nung
- Phía bắc giáp Phường 6 và Phường 7.

Phường có diện tích 33,31 km², dân số năm 2022 là 16.578 người, mật độ dân số đạt 497 người/km².

## Hành chính
Phường 5 được chia thành 14 tổ dân phố: Cam Ly, Đa Minh, Du Sinh, Hải Thượng, Hoàng Diệu, Hoàng Văn Thụ, Lê Lai, Lê Quý Đôn, Ma Trang Sơn, Mỹ Thành, Vạn Thành, Vạn Thành 1, Vườn Ươm, Yết Kiêu.

## Lịch sử
Ngày 6 tháng 6 năm 1986, Hội đồng Bộ trưởng ban hành Quyết định số 67-HĐBT về việc:
- Thành lập Phường 5 trên cơ sở 24 tổ dân phố với 5.757 nhân khẩu của Phường 3 cũ.
- Thành lập Phường 9 và Phường 10 trên cơ sở Phường 5 cũ.